# Bemandede rumflyvninger i 1960'erne
Denne liste er en detaljeret liste under hovedlisten bemandede rumflyvninger.
Dette er en detaljeret liste over bemandede rumflyvninger mellem 1961 og 1969. I denne liste indgår de sovjetiske Vostok- og Voskhodprogrammer og starten af Sojuz-programmet. Den indeholder også de amerikanske Mercury- og Geminiprogrammer samt de første måneflyvninger i Apollo-programmet.
Denne liste inkluderer bemandede rumflyvninger, der har nået en højde på over 100 km (FAI’s definition af rumflyvning) eller blev opsendt med dette formål, men fejlede inden den nåede det. USA har en anden definition af rumflyvning – de forlanger kun 50 miles – ca. 80 km. I 1960'erne fløj det amerikanske X-15 raketfly over 80 kilometer 13 gange, men kun 2 af disse var over 100 km. Det er kun disse to der er inkluderet her.
- Rød indikerer dødsfald.
- Grøn indikerer suborbitale flyvninger og flyvninger hvor det ikke lykkedes at komme op i kredsløb.
- Grå indikerer flyvninger til Månen.

| Oversigt 60'erne 70'erne 80'erne 90'erne 2000 til nu  |                                                   |                                                   |                                                   |                                                   | |
| Besætning                                             | Opsendelses- fartøj                               | Beboelsesmodul                                    | Beboelsesmodul                                    | Genindtrædelses- fartøj                           | Kort missionsoversigt                                                                                       |
| Opsendelser i 1961                                    |                                                   |                                                   |                                                   |                                                   | |
| Jurij Gagarin                                         | 12. april 1961 Vostok 1                           | 12. april 1961 Vostok 1                           | 12. april 1961 Vostok 1                           | 12. april 1961 Vostok 1                           | Første bemandede opsendelse; gennemførte et kredsløb.                                                       |
| Alan Shepard                                          | 5. maj 1961 Mercury-Redstone 3 (Freedom 7)        | 5. maj 1961 Mercury-Redstone 3 (Freedom 7)        | 5. maj 1961 Mercury-Redstone 3 (Freedom 7)        | 5. maj 1961 Mercury-Redstone 3 (Freedom 7)        | Første bemandede amerikanske rumflyvning; suborbital (højde 116 miles).                                     |
| Gus Grissom                                           | 21. juli 1961 Mercury-Redstone 4 (Liberty Bell 7) | 21. juli 1961 Mercury-Redstone 4 (Liberty Bell 7) | 21. juli 1961 Mercury-Redstone 4 (Liberty Bell 7) | 21. juli 1961 Mercury-Redstone 4 (Liberty Bell 7) | Anden suborbitale amerikanske rumflyvning (højde 190 kilometer).                                            |
| German Titov                                          | 6. august 1961 Vostok 2                           | 6. august 1961 Vostok 2                           | 7. august 1961 Vostok 2                           | 7. august 1961 Vostok 2                           | Dagslang flyvning; gennemførte 17 kredsløb. Kortvarig manuel styring fra piloten.                           |
| Opsendelser i 1962                                    |                                                   |                                                   |                                                   |                                                   | |
| John Glenn                                            | 20. februar 1962 Mercury-Atlas 6 (Friendship 7)   | 20. februar 1962 Mercury-Atlas 6 (Friendship 7)   | 20. februar 1962 Mercury-Atlas 6 (Friendship 7)   | 20. februar 1962 Mercury-Atlas 6 (Friendship 7)   | Første amerikaner i kredsløb; gennemførte 3 kredsløb.                                                       |
| Scott Carpenter                                       | 24. maj 1962 Mercury-Atlas 7 (Aurora 7)           | 24. maj 1962 Mercury-Atlas 7 (Aurora 7)           | 24. maj 1962 Mercury-Atlas 7 (Aurora 7)           | 24. maj 1962 Mercury-Atlas 7 (Aurora 7)           | Første manuelle bremseraketaffyring. Fotografering og undersøgelse af væsker i vægtløse omgivelser.         |
| Andrijan Nikolajev                                    | 11. august 1962 Vostok 3                          | 11. august 1962 Vostok 3                          | 15. august 1962 Vostok 3                          | 15. august 1962 Vostok 3                          | Første gang to bemandede fartøjer var i rummet samtidig.                                                    |
| Pavel Popovitj                                        | 12. august 1962 Vostok 4                          | 12. august 1962 Vostok 4                          | 15. august 1962 Vostok 4                          | 15. august 1962 Vostok 4                          | Første gang to bemandede fartøjer var i rummet samtidig.                                                    |
| Wally Schirra                                         | 3. oktober 1962 Mercury-Atlas 8 (Sigma 7)         | 3. oktober 1962 Mercury-Atlas 8 (Sigma 7)         | 3. oktober 1962 Mercury-Atlas 8 (Sigma 7)         | 3. oktober 1962 Mercury-Atlas 8 (Sigma 7)         | Første Mercury-mission uden fejl.                                                                           |
| Opsendelser i 1963                                    |                                                   |                                                   |                                                   |                                                   | |
| Gordon Cooper                                         | 15. maj 1963 Mercury-Atlas 9 (Faith 7)            | 15. maj 1963 Mercury-Atlas 9 (Faith 7)            | 15. maj 1963 Mercury-Atlas 9 (Faith 7)            | 15. maj 1963 Mercury-Atlas 9 (Faith 7)            | Første direkte tv-udsendelse med en amerikansk astronaut.                                                   |
| Valerij Bykovskij                                     | 14. juni 1963 Vostok 5                            | 14. juni 1963 Vostok 5                            | 19. juni 1963 Vostok 5                            | 19. juni 1963 Vostok 5                            | Længste soloophold i rummet(rekorden står stadig).                                                          |
| Valentina Teresjkova                                  | 16. juni 1963 Vostok 6                            | 16. juni 1963 Vostok 6                            | 19. juni 1963 Vostok 6                            | 19. juni 1963 Vostok 6                            | Første kvinde i rummet.                                                                                     |
| Joseph Walker                                         | 19. juli 1963 X-15 Flyvning 90                    | 19. juli 1963 X-15 Flyvning 90                    | 19. juli 1963 X-15 Flyvning 90                    | 19. juli 1963 X-15 Flyvning 90                    | Første fartøj med vinger i rummet; opnåede en højde på 106 km.                                              |
| Joseph Walker                                         | 23. august 1963 X-15 Flyvning 91                  | 23. august 1963 X-15 Flyvning 91                  | 23. august 1963 X-15 Flyvning 91                  | 23. august 1963 X-15 Flyvning 91                  | Opnåede en højde på 108 km. Walker blev den første der fløj i rummet to gange.                              |
| Opsendelser i 1964                                    |                                                   |                                                   |                                                   |                                                   | |
| Vladimir Komarov Konstantin Feoktistov Boris Jegorov  | 12. oktober 1964 Voskhod 1                        | 12. oktober 1964 Voskhod 1                        | 13. oktober 1964 Voskhod 1                        | 13. oktober 1964 Voskhod 1                        | Første opsendelse med flere personer. Biomedicinsk forskning.                                               |
| Opsendelser i 1965                                    |                                                   |                                                   |                                                   |                                                   | |
| Aleksej Leonov Pavel Beljajev                         | 18. marts 1965 Voskhod 2                          | 18. marts 1965 Voskhod 2                          | 19. marts 1965 Voskhod 2                          | 19. marts 1965 Voskhod 2                          | Første rumvandring.                                                                                         |
| Gus Grissom John Young                                | 23. marts 1965 Gemini 3                           | 23. marts 1965 Gemini 3                           | 23. marts 1965 Gemini 3                           | 23. marts 1965 Gemini 3                           | Første til at foretage manøvrer i kredsløb.                                                                 |
| James McDivitt Edward White                           | 3. juni 1965 Gemini 4                             | 3. juni 1965 Gemini 4                             | 7. juni 1965 Gemini 4                             | 7. juni 1965 Gemini 4                             | Første amerikanske rumvandring.                                                                             |
| Gordon Cooper Pete Conrad                             | 21. august 1965 Gemini 5                          | 21. august 1965 Gemini 5                          | 29. august 1965 Gemini 5                          | 29. august 1965 Gemini 5                          | Første rumflyvning af en uges varighed.                                                                     |
| Frank Borman James Lovell                             | 4. december 1965 Gemini 7                         | 4. december 1965 Gemini 7                         | 18. december 1965 Gemini 7                        | 18. december 1965 Gemini 7                        | Første 14-dages rumflyvning. Første møde mellem fartøjer i rummet (med Gemini 6A).                          |
| Wally Schirra Thomas Stafford                         | 15. december 1965 Gemini 6A                       | 15. december 1965 Gemini 6A                       | 16. december 1965 Gemini 6A                       | 16. december 1965 Gemini 6A                       | Første møde mellem fartøjer i rummet (med Gemini 7).                                                        |
| Opsendelser i 1966                                    |                                                   |                                                   |                                                   |                                                   | |
| Neil Armstrong David Scott                            | 16. marts 1966 Gemini 8                           | 16. marts 1966 Gemini 8                           | 17. marts 1966 Gemini 8                           | 17. marts 1966 Gemini 8                           | Første sammenkobling i rummet (med Agena Target Vehicle).                                                   |
| Thomas Stafford Eugene Cernan                         | 3. juni 1966 Gemini 9A                            | 3. juni 1966 Gemini 9A                            | 6. juni 1966 Gemini 9A                            | 6. juni 1966 Gemini 9A                            | Første reservebesætning til at flyve en rummission.                                                         |
| John Young Michael Collins                            | 18. juli 1966 Gemini 10                           | 18. juli 1966 Gemini 10                           | 21. juli 1966 Gemini 10                           | 21. juli 1966 Gemini 10                           | Første møde med to forskellige objekter i kredsløb.                                                         |
| Pete Conrad Dick Gordon                               | 12. september 1966 Gemini 11                      | 12. september 1966 Gemini 11                      | 15. september 1966 Gemini 11                      | 15. september 1966 Gemini 11                      | Havde højderekorden indtil månemissionerne (1.374 km).                                                      |
| James Lovell Buzz Aldrin                              | 11. november 1966 Gemini 12                       | 11. november 1966 Gemini 12                       | 15. november 1966 Gemini 12                       | 15. november 1966 Gemini 12                       | Første manuelle sammenkobling i rummet. Diverse videnskabelige eksperimenter.                               |
| Opsendelser i 1967                                    |                                                   |                                                   |                                                   |                                                   | |
| Vladimir Komarov                                      | 23. april 1967 Sojuz 1                            | 23. april 1967 Sojuz 1                            | 24. april 1967 Sojuz 1                            | 24. april 1967 Sojuz 1                            | Forulykkede ved genindtræden; første dødsfald i forbindelse med rumfart.                                    |
| Opsendelser i 1968                                    |                                                   |                                                   |                                                   |                                                   | |
| Wally Schirra Donn Eisele Walter Cunningham           | 11. oktober 1968 Apollo 7                         | 11. oktober 1968 Apollo 7                         | 22. oktober 1968 Apollo 7                         | 22. oktober 1968 Apollo 7                         | Første amerikanske besætning med tre personer.                                                              |
| Georgij Beregovoj                                     | 26. oktober 1968 Sojuz 3                          | 26. oktober 1968 Sojuz 3                          | 30. oktober 1968 Sojuz 3                          | 30. oktober 1968 Sojuz 3                          | Mislykket forsøg på at sammenkoble med den ubemandede Sojuz 2.                                              |
| Frank Borman James Lovell William A. Anders           | 21. december 1968 Apollo 8                        | 21. december 1968 Apollo 8                        | 27. december 1968 Apollo 8                        | 27. december 1968 Apollo 8                        | Første kredsløb om månen.                                                                                   |
| Opsendelser i 1969                                    |                                                   |                                                   |                                                   |                                                   | |
| Vladimir Sjatalov                                     | 14. januar 1969 Sojuz 4                           | 14. januar 1969 Sojuz 4                           | 17. januar 1969 Sojuz 4                           | 17. januar 1969 Sojuz 4                           | Første udveksling af besætningsmedlemmer mellem rumfartøjer. Første sammenkobling af to bemandede fartøjer. |
| Aleksej Jelisejev Jevgenij Khrunov                    | 15. januar 1969 Sojuz 5                           | 15. januar 1969 Sojuz 5                           | 17. januar 1969 Sojuz 4                           | 17. januar 1969 Sojuz 4                           | Første udveksling af besætningsmedlemmer mellem rumfartøjer. Første sammenkobling af to bemandede fartøjer. |
| Boris Volynov                                         | 15. januar 1969 Sojuz 5                           | 15. januar 1969 Sojuz 5                           | 18. januar 1969 Sojuz 5                           | 18. januar 1969 Sojuz 5                           | Første udveksling af besætningsmedlemmer mellem rumfartøjer. Første sammenkobling af to bemandede fartøjer. |
| James McDivitt David Scott Rusty Schweickart          | 3. marts 1969 Apollo 9                            | 3. marts 1969 Apollo 9                            | 13. marts 1969 Apollo 9                           | 13. marts 1969 Apollo 9                           | Testede månelander i lavt jordkredsløb.                                                                     |
| Tom Stafford John Young Eugene Cernan                 | 18. maj 1969 Apollo 10                            | 18. maj 1969 Apollo 10                            | 26. maj 1969 Apollo 10                            | 26. maj 1969 Apollo 10                            | Testede månelander i lavt månekredsløb.                                                                     |
| Neil Armstrong Michael Collins Buzz Aldrin            | 16. juli 1969 Apollo 11                           | 16. juli 1969 Apollo 11                           | 24. juli 1969 Apollo 11                           | 24. juli 1969 Apollo 11                           | Første månelanding.                                                                                         |
| Georgij Sjonin Valerij Kubasov                        | 11. oktober 1969 Sojuz 6                          | 11. oktober 1969 Sojuz 6                          | 16. oktober 1969 Sojuz 6                          | 16. oktober 1969 Sojuz 6                          | Første flyvning med 3 rumfartøjer.                                                                          |
| Anatolij Filiptjenko Vladislav Volkov Viktor Gorbatko | 12. oktober 1969 Sojuz 7                          | 12. oktober 1969 Sojuz 7                          | 17. oktober 1969 Sojuz 7                          | 17. oktober 1969 Sojuz 7                          | Første flyvning med 3 rumfartøjer.                                                                          |
| Vladimir Sjatalov Aleksej Jelisejev                   | 13. oktober 1969 Sojuz 8                          | 13. oktober 1969 Sojuz 8                          | 18. oktober 1969 Sojuz 8                          | 18. oktober 1969 Sojuz 8                          | Første flyvning med 3 rumfartøjer.                                                                          |
| Pete Conrad Dick Gordon Alan Bean                     | 14. november 1969 Apollo 12                       | 14. november 1969 Apollo 12                       | 24. november 1969 Apollo 12                       | 24. november 1969 Apollo 12                       | Anden månelanding; præcisionslanding tæt på Surveyor 3.                                                     |
| Oversigt 60'erne 70'erne 80'erne 90'erne 2000 til nu  |                                                   |                                                   |                                                   |                                                   | |